# Гордеев, Юрий Александрович
Юрий Александрович Гордеев (род. 15 марта 1948, Батайск) — советский и российский военачальник, генерал-майор ракетных войск стратегического назначения, военный педагог, кандидат военных наук, профессор. Начальник Ростовского высшего военного командно-инженерного училища Ракетных войск в 1996―2003 гг.

## Биография
Родился 15 марта 1948 года в Батайске.
Окончил Ростовское высшее военное командно-инженерное училище (1972 г.), командный факультет Военной академии им. Ф. Э. Дзержинского, Военную академию Генерального штаба.
В Ракетных войсках проходил службу на должностях: начальник расчета, начальник отделения, командир группы, заместитель командира ракетного полка по боевому управлению, начальник штаба ракетного полка, командир ракетного полка, заместитель командира ракетной дивизии. С июля по сентябрь 1990 года ― командир 10-й ракетной дивизии (базировалась в Костроме). Генерал-майор.
В 1996―2003 гг. ― начальник Ростовского высшего военного командно-инженерного училища Ракетных войск. Первый его начальник, ранее его же окончивший и родившийся на Дону. Профессор, кандидат военных наук.
Вышел в отставку по достижении предельного возраста. В 1998 году в порядке самовыдвижения был избран депутатом Законодательного собрания Ростовской области II созыва.

### Награды
Был награждён орденами «За службу Родине в Вооружённых Силах СССР» III степени, «За военные заслуги», девятью медалями и орденом Русской Православной церкви преподобного Сергия Радонежского. Награждён нагрудным знаком Министерства обороны Российской Федерации «Главный маршал артиллерии Неделин».